# Dirt Rally
Dirt Rally (stiliserat DiRT Rally) är ett racingspel utvecklat och utgivet av Codemasters för Microsoft Windows. Dirt Rally var utgivet 7 december 2015, men med en Steam Early Access-version var spelet utgivet 27 april 2015. 5 april 2016 var Playstation 4, Xbox One och fysiska PC-DVD-versioner utgivna.

## Spelet
Dirt Rally är ett racingspel fokuserat på bilsporten rally. Spelare tävlar mot varandra i olika tids-event på asfalt och olika terräng med olika väderförhållanden. När spelet först publicerades, innehöll det 17 bilar från olika tillverkare samt 36 olika baner från tre riktiga platser - Monte Carlo, Powys och Argolis - och ett flerspelarläge. Platserna går från 4 till 16 kilometer. Senare uppdateringar har även lagt till områden kring Baumholder, Jämsä och Värmland, samt uppdateringar med rallycross och spelare-mot-spelare. Codemasters gick ut med ett samarbete mellan dom och FIA World Rallycross Championship. Codemasters lade senare till baner från Lydden Hill Race Circuit (England), Lånkebanen (Norge) och Höljesbanan (Sverige).